# بیمارستان

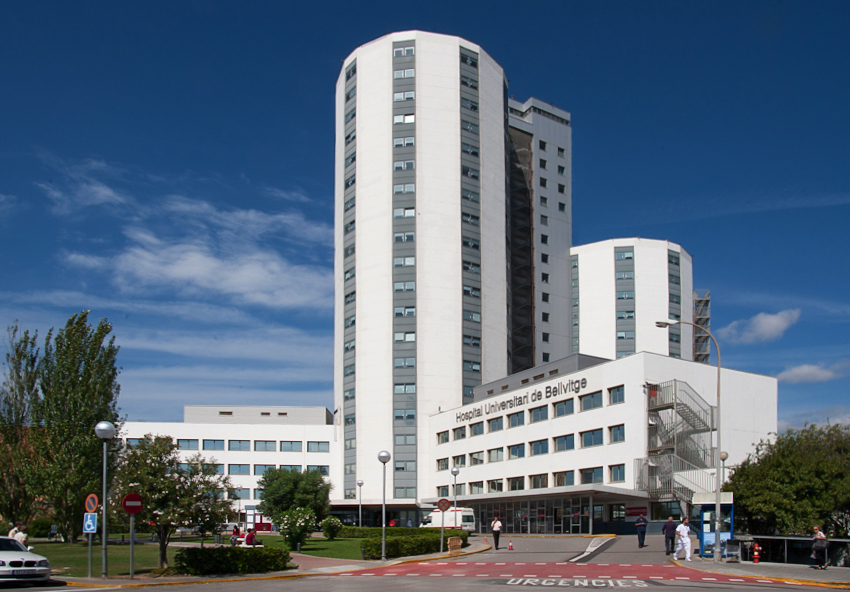
یک بیمارستان در لوسپیتالد د یوبروات اسپانیا، که دارای ورودی ویژه آمبولانس و پارکینگ است.

بیمارستان، بهداری، درمانگاه، شفاخانه یا مریض‌خانه (به انگلیسی: Hospital) یک بنیاد مراقبت‌های بهداشتی است که با کارکنان پزشکی و پرستاری و تجهیزات پزشکی به بیماران خدمات درمانی ارائه می‌دهد.

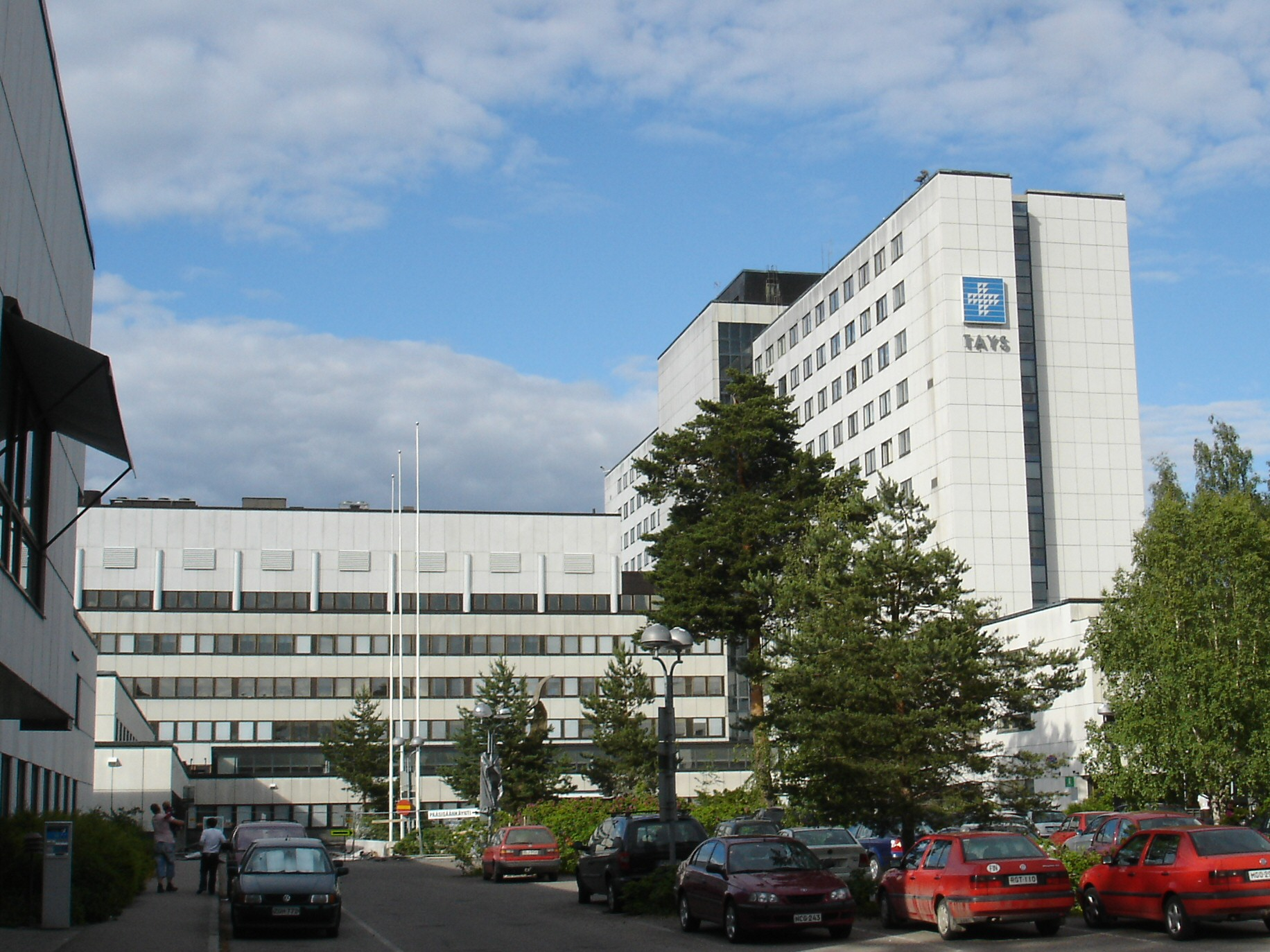
یک بیمارستان در فنلاند

پرآوازه‌ترین گونهٔ بیمارستان، بیمارستان عمومی است که به‌طور معمول دارای یک بخش اورژانس برای درمان مشکلات فوری سلامتی از قربانیان آتش‌سوزی و تصادف گرفته تا بیماری‌های ناگهانی است. 
یک بیمارستان منطقه‌ای به‌طور معمول مهمترین مرکز مراقبت‌های بهداشتی در منطقه خود است، که دارای تعداد زیادی تخت برای مراقبت‌های ویژه و تخت‌های اضافی برای بیمارانی است که نیاز به مراقبت طولانی مدت دارند. 
بیمارستان‌های تخصصی شامل مراکز تروما، بیمارستان‌های توانبخشی، بیمارستان‌های کودکان، بیمارستان بزرگسالان (سالمندان) و بیمارستان‌هایی برای رسیدگی به نیازهای خاص پزشکی مانند درمان بیماری‌های روانی (مراجعه به بیمارستان روانپزشکی) و برخی از دسته‌های بیماری هستند. بیمارستان‌های تخصصی می‌توانند در مقایسه با بیمارستان‌های عمومی به کاهش هزینه‌های مراقبت‌های بهداشتی کمک کنند. بیمارستان‌ها بسته به منبع درآمد به عمومی، تخصصی یا دولتی رده‌بندی می‌شوند.
یک بیمارستان آموزشی کمک به افراد را با آموزش به دانشجویان پزشکی و پرستاران ترکیب می‌کند. عموماً به یک مرکز درمانی کوچکتر از بیمارستان، درمانگاه یا کلینیک گفته می‌شود. بیمارستان‌ها دارای طیف گسترده‌ای از بخش‌ها (به عنوان مثال جراحی و مراقبت‌های فوری) و واحدهای تخصصی مانند قلب و عروق هستند. بعضی از بیمارستان‌ها بخش‌های سرپایی دارند و برخی دیگر واحدهای درمانی مزمن دارند. واحدهایی که از بیمارستان‌ها پشتیبانی می‌کنند معمولاً شامل داروخانه‌ها، آزمایشگاه‌های پاتولوژی و رادیولوژی هستند.
بودجهٔ بیمارستان‌ها به‌طور معمول از راه تأمین بودجهٔ عمومی، سازمان‌های بهداشتی (با هدف انتفاعی یا غیرانتفاعی)، شرکت‌های بیمه‌درمانی یا نهادهای نیکوکاری از جمله کمک‌های مستقیم تأمین می‌شود. در گذشته، بیمارستان‌ها بیشتر با دستورها مذهبی، یا افراد و رهبران نیکوکار تأسیس و تأمین می‌شدند.

## واژه‌شناسی و پیشینه

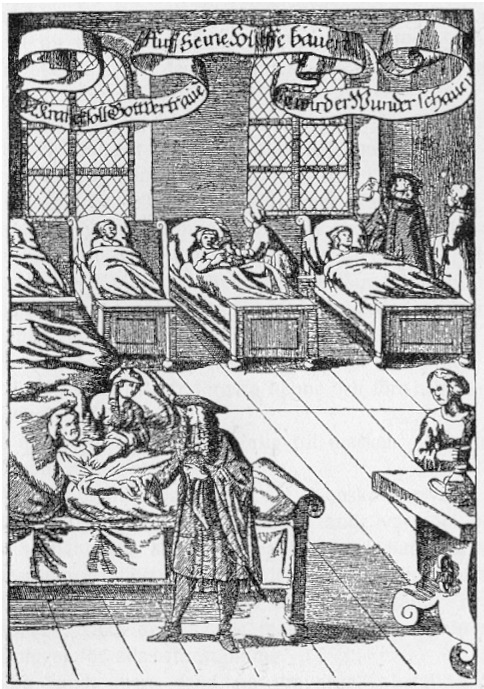
نگاره‌ای از یک بیمارستان، چاپ ۱۶۸۲

«بیمارستان» یک واژهٔ فارسی است که در دوران ساسانیان و پس از آن در جهان اسلام برای «محلِ نگهداری بیماران» به کار می‌رفته‌است. در لغت، بیمارستان از واژهٔ پهلوی «بیمار یا وِمار» و پسوند مکانِ «ستان» تشکیل شده‌است که به معنای «محل بیمار» است. این واژه در معنای نخستین خودش در دنیای قبل از اسلام در مورد دانشگاه جندی شاپور استفاده می‌شده‌است. سپس واژه بیمارستان در مورد محل نگهداری بیماران در تمامی سرزمین‌های اسلامی به کار گرفته شد.
در گذشته به بیمارستان، مریض‌خانه و خسته‌خانه هم گفته می‌شد. در فارسی افغانستان به آن شفاخانه و در فارسی تاجیکی به آن بیمارخانه می‌گویند. در منابع قدیم فارسی از واژه‌هایی چون دارالشفا و بیت‌الادویه و محکمه (مکان فعالیت حکیم یا همان طبیب) نیز برای نامگذاری بیمارستان استفاده می‌شده‌است.

## معماری
ساختمان بیمارستان‌های مدرن به گونه‌ای طراحی شده‌اند که زحمت پرسنل پزشکی و احتمال آلودگی را به حداقل رسانده و در عین حال کارایی کل سیستم را به حداکثر می‌رسانند. در بیمارستان‌های مدرن تلاش می‌شود زمان سفر برای پرسنل در داخل بیمارستان و جابجایی بیماران بین واحدها تسهیل و به حداقل رسانده شود. سازه این ساختمان‌ها همچنین باید توان تحمل بخش‌های سنگینی مانند اتاق‌های رادیولوژی و عمل را داشته باشد و در طراحی باید فضای لازم برای سیم‌کشی، لوله‌کشی و دفع زباله تجهیزات خاص در نظر گرفته شود.

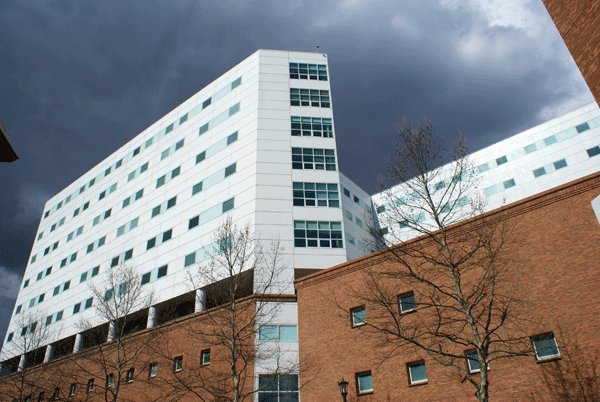
مرکز پزشکی دانشگاه ویرجینیا که معماری رو به رشد بیمارستان‌های مدرن را نشان می‌دهد.

شکل یک بیمارستان به شدت از چگونگی دسترسی به آن و مسیرهای رفت و آمد متأثر است؛ بنابراین، در این مورد تصمیم‌گیری شود که یک شکل مانند ستون فقرات با شعبات انتخاب شود یا مسیرهای رفت و آمد از یک هسته مرکزی به شکل شعاع‌ها خارج شوند. تنظیم ارتباطاتات عمودی در داخل یک بیمارستان باید طوری طراحی شود که قسمت‌های عملکردی، مراقبت، درمان، تأمین، دسترسی به بیماران ممنوع‌الملاقات، حیاط سرویس به صورت کارامد به هم مرتبط و در دسترس باشند.

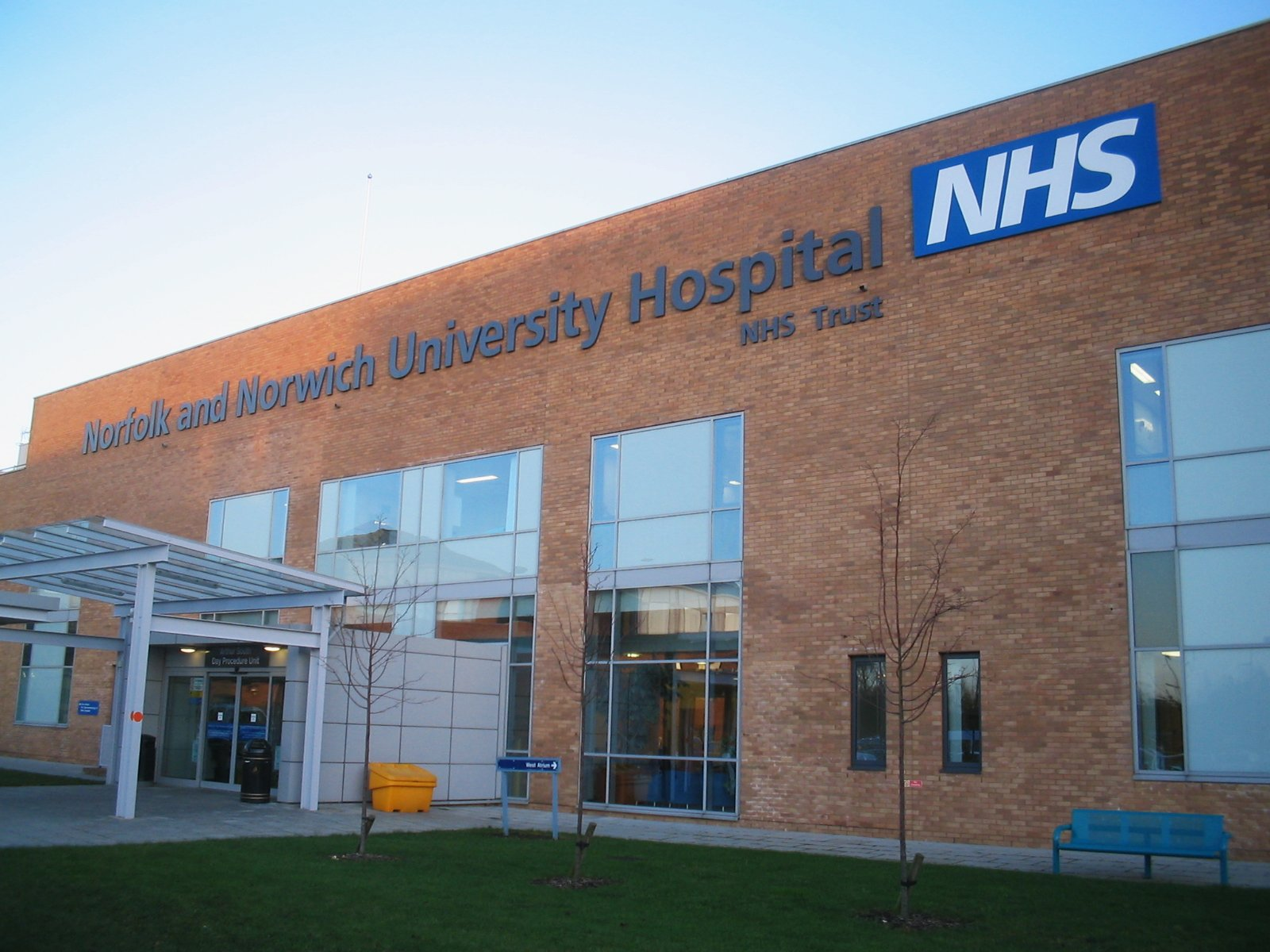
بیمارستان ملی خدمات بهداشتی نورفولک و دانشگاه نورویچ در انگلستان، که معماری سودمندگرایانه بسیاری از بیمارستان‌های مدرن را نشان می‌دهد.

برخی از بیمارستان‌های جدید اکنون سعی دارند طرحی را ایجاد کنند که نیازهای روانی بیمار را نیز در نظر بگیرد، مانند تأمین هوای تازه، نمای بهتر و الگوهای رنگ دلپذیرتر. این ایده‌ها به اواخر قرن هجدهم برمی گردد، زمانی که مفهوم تأمین هوای تازه و دسترسی به «قدرت‌های شفابخش طبیعت» برای اولین بار توسط معماران بیمارستان در بهبود ساختمان‌های خود استفاده شد.
پژوهش‌های انجمن پزشکی انگلیس نشان می‌دهد که طراحی خوب بیمارستان می‌تواند زمان بهبودی بیمار را کاهش دهد. قرار گرفتن در معرض نور روز در کاهش افسردگی مؤثر است. خوابگاه‌های انفرادی به شما اطمینان می‌دهند که بیماران در خلوت و با احترام درمان می‌شوند. قرار گرفتن در معرض طبیعت و باغ‌های بیمارستان نیز مهم است - نگاه به بیرون از پنجره‌ها حالات بیماران را بهبود می‌بخشد و فشار خون و سطح استرس را کاهش می‌دهد. پنجره‌های باز در اتاق‌های بیمار نیز با بهبود جریان هوا و افزایش تنوع میکروبی، برخی شواهد از نتایج مفید را نشان داده‌اند. از بین بردن راهروهای طولانی می‌تواند خستگی و استرس پرستاران را کاهش دهد.

## بخش‌های بیمارستان
بیمارستان‌ها بر پایه مأموریت و وسعت‌شان، به رده‌های گوناگونی تقسیم گشته‌اند. اما مهم‌ترین بخش‌ها شامل:
- داخلی
- جراحی
- اورژانس
- آزمایشگاه
- رادیولوژی (شامل سی‌تی_اسکن، ام‌آرآی، پرتونگاری، سونوگرافی و…)
- دیالیز
- CCU
- ICU
- زنان و زایمان
- فیزیوتراپی (این نام استاندارد بین‌المللی است که در ایران گاهی از نام‌هایی دیگر مانند توان‌بخشی یا طب فیزیکی به صورت غیر علمی استفاده می‌گردد.)
- اطفال
- عفونی
- سوختگی
- روانی
- اتاق عمل
- بخش استریل C.S.R

## بهداشت در بیمارستان‌ها
به دلیل شرایط ویژه حاکم بر بیمارستان‌ها، رعایت بهداشت در این مراکز باید به صورت کاملاً تخصصی و با دستگاه‌ها و تجهیزات پیشرفته صورت پذیرد. پرداختن ویژه به این موضوع می‌تواند در سلامت مراجعه‌کنندگان و کارکنان اهمیت ویژه‌ای داشته‌باشد. تمامی بخش‌های یک بیمارستان نیاز به نظافت مستمر و دوره‌ای دارد. این بخش‌ها شامل سطوح کف، وسایل و تجهیزات، سرویس‌های بهداشتی، بخش‌های مراقبت و اتاق‌های عمل می‌باشد.